# Sant Agustí (Retaule de Santa Bàrbara)
El llenç de Sant Agustí, pertanyent al desaparegut Retaule de Santa Bàrbara, és una obra d'El Greco que havia estat a l'església de San Nicolás, a Toledo. Aquesta obra consta amb el número 199 en el catàleg de Harold Wethey.

## Anàlisi
Oli sobre llenç; 140 x 56 cm.; Museu de Santa Cruz, Toledo.
Aquest llenç estava situat en el nínxol lateral esquerre de la predel·la del retaule, amb l'estàtua de Santa Bàrbara al centre, Sant Francesc d'Assís a la dreta i l'apòstol Jaume el Major a l'àtic. La figura de Sant Agustí i els seus ropatges daurats són d'una qualitat excel·lent.
Agustí d'Hipona porta el bàcul pastoral a la mà dreta, mentre que a la mà esquerra té el model d'un santuari. Porta barba blanca com en una llenç de Sant Jeroni en el qual estava inspirada aquesta obra, però sense el seu aspecte inquisitorial, la qual cosa mostra el mestratge d'El Greco a l'hora de superposar a un mateix model el caràcter projectat per l'esperit de l'artista.